# Villa de la Unión
La Villa de la Unión (en valenciano Vila de la Unió) fue un municipio español que existió entre 1884 y 1906 en la provincia de Valencia. Estaba compuesto por la unión de Faura y Benifairó de los Valles, de ahí su nombre. Los cascos urbanos de ambos municipios, que en la actualidad se hallan conurbados, ya entonces distaban poco de unirse, por lo que en 1884 se decidió fusionarlos en uno solo. Sin embargo, diversos conflictos entre los habitantes de uno y otro llevaron a que en 1906 se separara oficialmente de nuevo ambos municipios.

## Demografía
| Gráfica de evolución demográfica de Villa de la Unión entre 1887 y 1900 |
| |
| Población de derecho según los censos de población del INE Población de hecho según los censos de población del INEEn 1887 aparece este municipio porque se fusionan los municipios Benifairó de les Valls y Faura En 1910 este municipio desaparece porque se integra por partes en los municipios Benifairó de les Valls y en Faura |